# Yankee (skældsord)
 For alternative betydninger, se Yankee. (Se også artikler, som begynder med Yankee)
 Denne artikel bør gennemlæses af en person med fagkendskab for at sikre den faglige korrekthed.

 Der er for få eller ingen kildehenvisninger i denne artikel, hvilket er et problem. Du kan hjælpe ved at angive troværdige kilder til de påstande, som fremføres i artiklen.

Yankee er et skældsord for amerikanerne,[kilde mangler] det er ofte brugt i demonstrationer mod USA: Hvor parolerne tit har været "Yankees, go home!".
Yankee har en flertydig etymologi:
- Det stammer enten fra 1680erne og blev brugt nedsættende af hollandske nybyggere i New Amsterdam, det senere New York, om de engelske nybyggere i Connecticut. Formentlig fra det hollandske Janke, diminutiv af Jan.
- Eller fra det kunne komme fra "Jan Kes" en form af Jan Cornelius.
- Endelig kan det stamme fra "Jan Kees", der er dialektvariant af "Jan Kaas", som kan oversættes til "Oste-Jan", et flamsk øgenavn for hollændere.[1]

## Reference
1. ↑  Weekendavisen, 6. juni 2014, sektion Ideer, side 10